# Afrodontomyia rufoabdominalis
Afrodontomyia rufoabdominalis är en tvåvingeart som först beskrevs av Enrico Adelelmo Brunetti 1913.  Afrodontomyia rufoabdominalis ingår i släktet Afrodontomyia och familjen vapenflugor. Inga underarter finns listade i Catalogue of Life.